# Santiago Muñiz (político peruano)
Santiago Muñiz fue un terrateniente y político peruano. 
Era propietario de terrenos en la provincia de Quispicanchi y en la ciudad de Quiquijana, la segunda en importancia en dicha provincia detrás de la capital Urcos. Fue miembro del Congreso Constituyente de 1860 por la provincia de Quispicanchi entre julio y noviembre de 1860 durante el tercer gobierno de Ramón Castilla. Este congreso elaboró la Constitución de 1860, la séptima que rigió en el país y la que más tiempo ha estado vigente pues duró, con algunos intervalos, hasta 1920, es decir, sesenta años. Luego de expedida la constitución, el congreso se mantuvo como congreso ordinario hasta 1863.